# Caligus dieuzeidei
Caligus dieuzeidei is een eenoogkreeftjessoort uit de familie van de Caligidae. De wetenschappelijke naam van de soort is voor het eerst geldig gepubliceerd in 1933 door Brian.